# Самый последний день (спектакль)
«Са́мый после́дний день» — спектакль Малого театра, поставленный по одноимённой пьесе Бориса Васильева режиссёром Борисом Равенских в 1972 году. В 1973 году спектакль был записан для телевидения.

## Сюжет
В свой последний рабочий день уходящий на пенсию участковый уполномоченный, младший лейтенант милиции Семён Митрофанович Ковалёв, как обычно, обходит участок и решает накопившиеся проблемы.
Среди обычных дел, разбора кляуз и бесед с пьяницами он находит время для соседской девушки Аллы, попавшей под влияние главаря воровской шайки.
Увидев её в компании молодого человека, похожего по описанию на некоего Валеру, подозреваемого в краже, он пытается задержать его, но гибнет от нанесённого смертельного удара.

## В ролях
- Михаил Жаров — Семён Митрофанович Ковалёв
- Юрий Васильев — Анатолий
- Евгений Весник — Бызин
- Вячеслав Езепов — Валерий
- Пётр Константинов — Леонтий Саввич
- Виталий Коняев — Кукушкин, слесарь-водопроводчик
- Ирина Ликсо — Агнесса Павловна
- Эдуард Марцевич — Сергей
- Георгий Оболенский — следователь
- Татьяна Панкова — Мария Тихоновна Лукошина
- Тамара Торчинская — Алка
- Виктор Хохряков — комиссар
- Ольга Чуваева — Вера Кукушкина
- Владимир Митюков — милиционер
- Александр Пронин — дежурный
- Евгений Буренков — Кирилл Николаевич, прораб
- Борис Телегин — гость
- Ярослав Барышев — эпизод
- Ю. Фомин — эпизод
- Маргарита Фомина — эпизод
- Галина Буканова — гостья

## Создатели спектакля
- Режиссёр-постановщик: Борис Равенских
- Художник-постановщик: В. Ю. Шапорин
- Режиссёр: Виталий Иванов
- Художник-декоратор: И. Дубровин
- Композитор: А. Г. Флярковский.
- Балетмейстеры: М. Ф. Камалетдинов и П. Л. Гродницкий.

### Создатели телеверсии
- Оператор-постановщик: И. Колганова
- Оператор: Г. Быстров
- Звукооператор: Л. Улькина
- Грим: Ю. Фомина
- Монтажёр: Н. Кокорева
- Редактор: А. Шершова
- Директор картины: А. Колесов